# Карниз (рассказ)
«Карниз» (англ. The Ledge) — рассказ американского писателя Стивена Кинга, впервые опубликованный в 1976 году. В 1978 году вошёл в сборник «Ночная смена». В 1985 году был экранизирован в фильме-альманахе «Кошачий глаз».

## Сюжет
Действие происходит в пентхаусе на 43-м этаже небоскрёба, где разворачивается разговор между Стэном Норрисом и Кресснером. Марсия Кресснер (жена Кресснера, деспотичного и холодного наркоторговца) сбежала от своего мужа к Стэну и у них начались отношения. Кресснер предлагает Стэну $ 20 000 за жену, а после отказа собеседника предлагает пари — либо Тони (помощник Кресснера) подложит в автомобиль Стэна наркотики и тот попадёт в тюрьму, либо Стэн обойдет всё здание по устроенному на этом же этаже карнизу шириной 5 дюймов и тогда он получит и деньги, и свободу, и жену Кресснера; также Кресснер говорит Стэну, что это пари он ранее предлагал шести разным людям и заявляет, что никогда не жульничает.
За 2,5 часа Стэн обходит весь небоскрёб по карнизу, сражаясь с сильным ветром, усталостью и голубем, защищающим своих голубку и гнездо с птенцами, а по возвращении встречает Тони и затем слышит от Кресснера предложение забрать деньги и тело Марсии из морга. В отчаянии Стэн обезвреживает Тони (ударив его головой в лицо и забрав его пистолет) и предлагает Кресснеру самому пройтись по карнизу; если Кресснер это сделает, Стэн его отпустит и уйдёт, а в случае отказа он будет убит. Кресснер нехотя начинает обход здания по карнизу, а Стэн ждёт его и в какой-то момент ему кажется, что он слышал крик.

## Персонажи
- Стэн Норрис (англ. Stan Norris) — бывший профессиональный теннисист, повествование ведётся от его лица. Любовник Марсии Кресснер. Принял пари Кресснера.
- Кресснер (англ. Cressner) — наркотоговец. Заключил пари с любовником своей жены Марсии (которую не любит) о том, что тот обойдёт всё здание снаружи по карнизу.
- Марсия Кресснер (англ. Marcia Cressner) — любовница Стэна Норриса. Была убита по приказу своего мужа Кресснера.
- Тони (англ. Tony) — парень высокого роста и плотного телосложения. Помощник Кресснера.

## Экранизации
- Радиопостановка (1988 год, СССР). Текст читает Сергей Сазонтьев.